# Lựa chọn số phận
Lựa chọn số phận (tên cũ: Người nối nghiệp) là một bộ phim truyền hình được thực hiện bởi Trung tâm Phim truyền hình Việt Nam, Đài Truyền hình Việt Nam cùng Tòa án Nhân dân tối cao do Mai Hồng Phong và Bùi Quốc Việt làm đạo diễn. Phim phát sóng vào lúc 21h00 từ thứ 2 đến thứ 6 hằng tuần, bắt đầu từ ngày 17 tháng 6 năm 2020 và kết thúc vào ngày 30 tháng 9 năm 2020 trên kênh VTV1.

## Nội dung
Lựa chọn số phận là câu chuyện về Cường (Hà Việt Dũng) theo đuổi nghề thẩm phán nối nghiệp người cha quá cố, cái nghề luôn phải đứng trước những sự lựa chọn và ra quyết định. Những uẩn khúc trong cái chết của bố Cường - ông Minh (Hữu Mười) luôn là nỗi day dứt với mẹ anh - bà An (Thanh Quý), khiến bà dùng mọi cách để phản đối con trai theo đuổi công việc của cha. Sự ngăn cấm đó khiến Cường và mẹ luôn ở trạng thái căng thẳng. Tình yêu của Cường và Trang (Phương Oanh) đang hạnh phúc cho tới khi anh trực tiếp thụ lý vụ án của Đức (Huỳnh Anh) là em trai của Trang. Nếu đi tới cùng sự việc, Cường buộc phải đứng trước lựa chọn giữa sự nghiệp, công lý hay tình yêu.

## Diễn viên

### Diễn viên chính
- Hà Việt Dũng trong vai Thẩm phán Trần Hùng Cường
- Phương Oanh trong vai Đặng Thiên Trang
- Huỳnh Anh trong vai Đặng Trọng Đức
- Mạnh Cường trong vai Đặng Trọng Lộc
- Thanh Quý trong vai Bà An
- Phú Thăng trong vai Thẩm phán Phạm Hữu Nghĩa
- Hoa Thúy trong vai Thẩm phán Hoàng Thị Thuỳ Dung
- Tuấn Tú trong vai Thẩm phán Hoàng Minh Quang[5]
- Huỳnh Hồng Loan trong vai Thư ký Nguyễn Thị Bích[6]
- Vũ Phan Anh trong vai Hoàng Văn Tình
- Khuất Quỳnh Hoa trong vai Xuân
- Dương Đức Quang trong vai Luật sư Trần Văn Thành
- An Chinh trong vai Bà Trinh
- Nguyễn Đức Trung trong vai Hảo
- Chử Phương Thuý trong vai Hằng
- Nguyễn Thị Nguyệt trong vai Vân
- Tiến Lộc trong vai Đức Tấn
- Thanh Vân Hugo trong vai Ngọc
- Trần Đức (diễn viên) trong vai Bùi Thanh Bạch

### Diễn viên phụ
- Hữu Mười trong vai Thẩm phán Trần Công Minh
- Nguyễn Văn Báu trong vai Lê Văn Toàn
- Trần Nhượng trong vai Ông Hinh
- Quế Hằng trong vai Bà Hà
- Bình Xuyên trong vai Bùi Văn Phán
- Hoàng Thanh Du trong vai Huỳnh Đại Long (Long “đại ca”)
- Lê Tuấn Anh trong vai Thắng “bom”
- Lê Hồng Liên (Liên "Tít") trong vai Bồ Tình
- Bùi Minh Phương trong vai Mẹ Tình
- Tùng Linh trong vai Huy
- Hồ Uy Linh trong vai Tùng
- Xuân Hồng trong vai Luật sư Quốc Hưng
- Thuỳ Linh trong vai Thư kí Hoàng Thanh Liên
- Thanh Hương trong vai Lê Thị Yến
- Trần Vân trong vai Thanh
- Lưu Duy Khánh trong vai Chức
- Đồng Thanh Bình trong vai Lê Văn Dân
- Trịnh Xuân Hảo trong vai Lê Văn Cao
- Nguyễn Khánh Long trong vai Bình

Cùng một số diễn viên khác...

## Đón nhận
Tại thời gian đầu phát sóng, phim đã nhận về những ý kiến trái chiều, dàn diễn viên cũng bị nhận xét là đang cố gồng mình, chưa thoát vai, kịch bản thiếu chặt chẽ. Tuy nhiên càng về sau phim lại thu hút được nhiều người xem với khoảng gần 900 nghìn lượt xem phim trực tuyến. Những người trong nghề tòa án cũng nhận xét Lựa chọn số phận tuy thuộc thể chính luận nhưng không khô khan, pha trộn các yếu tố hành động tạo kịch tính xuyên suốt.

## Thay đổi lịch phát sóng
Vào ngày 22 tháng 7 năm 2020, tập 26 của phim đã phải lùi phát sóng xuống một ngày do trùng lịch truyền hình trực tiếp Lễ tổng kết và trao giải Cuộc thi viết "Sự hy sinh thầm lặng" lần thứ V do Báo Sức khỏe & Đời sống - Cơ quan Ngôn luận của Bộ Y tế tổ chức. Cũng trong ngày 29 tháng 7 cùng năm, tập 31 của phim đã lùi phát sóng một ngày do trùng lịch truyền hình trực tiếp Lễ trao giải thưởng toàn quốc về thông tin đối ngoại lần thứ VI.
Trong hai ngày 1 và 2 tháng 9 cùng năm, phim đã không được chiếu và thay vào đó là lịch truyền hình trực tiếp các chương trình nghệ thuật chào mừng kỷ niệm 75 năm Cách mạng Tháng Tám và Quốc khánh, bao gồm Tổ quốc tôi chưa đẹp thế bao giờ và cầu truyền hình trực tiếp Lời thề độc lập.

## Giải thưởng
| Năm  | Giải thưởng  | Hạng mục              | (Người) Đề cử | Kết quả | Tham khảo |
| ---- | ------------ | --------------------- | ------------- | ------- | --------- |
| 2020 | Ấn tượng VTV | Nữ diễn viên ấn tượng | Phương Oanh   | Đề cử   | [ 11 ]    |